# Par trois longueurs
Pour plus de détails, voir Fiche technique et Distribution.
Par trois longueurs (Checkers) est un film américain en noir et blanc réalisé par H. Bruce Humberstone, sorti en 1937.

## Synopsis
Au ranch de Mlle Mamie Appleby, le vétérinaire et entraineur de chevaux Edgar Connell, est amoureux de Mamie et souhaite l'épouser. C'est aussi l'intention du banquier sans scrupules Tobias Somers, en réalité davantage intéressé par le ranch que par les charmes de la belle. Edgar compte sur son cheval de course pour obtenir une entrée d'argent. Héla, l'animal se casse la jambe. Il est soigné par la petite Checkers et il guérit.
Après avoir appris que du pétrole a été découvert près de son étang, Mamie décline la demande en mariage de Tobias à cause d'un vase qu'il a brisé (en réalité un stratagème monté par Edgar pour se débarrasser de son rival). Malheureusement, avant qu'Edgar puisse déclarer sa flamme à sa dulcinée, elle emprunte dix mille dollars à la banque pour pouvoir forer du pétrole sur ses terres. La seule façon pour Edgar de sauver la ferme, est que son cheval de course remporte une grande victoire, sans quoi Tobias risque, par vengeance, d'annuler le prêt bancaire et de saisir le ranch.

## Fiche technique
- Titre français : Par trois longueurs
- Titre  original : Checkers
- Réalisation : H. Bruce Humberstone
- Scénario : Robert Chapin, Karen DeWolf, Frank Fenton
- Photographie : Daniel B. Clark
- Montage : Jack Murray
- Musique : Samuel Kaylin
- Costumes : Helen A. Myron
- Producteur : John Stone
- Société de production et de distribution : 20th Century Fox
- Pays de production :  États-Unis
- Langue originale : anglais américain
- Format : noir et blanc — 35 mm — 1,37:1 — son : mono (Western Electric Mirrophonic Recording)
- Genre : comédie dramatique
- Durée : 79 minutes
- Dates de sortie :
  - États-Unis : 8 décembre 1937
  - France : 24 mars 1939

## Distribution
- Jane Withers : Checkers
- Stuart Erwin : Edgar Connell
- Una Merkel : Mamie Appleby
- Marvin Stephens : Jimmy Somers
- Andrew Tombes : Tobias Somers
- June Carlson : Sarah Williams
- Minor Watson : Dr. Smith
- John Harrington : Mr. Green
- Spencer Charters : Zeb
- Francis Ford : Daniel Snodgrass